# Microcharops fulvohirtus
Microcharops fulvohirtus är en stekelart som först beskrevs av Cameron 1887.  Microcharops fulvohirtus ingår i släktet Microcharops och familjen brokparasitsteklar. Inga underarter finns listade i Catalogue of Life.